# Las Minas (Panama)
Las Minas è un comune (corregimiento) della Repubblica di Panama situato nel distretto di Las Minas, provincia di Herrera, di cui è capoluogo. Si estende su una superficie di 57,1 km² e conta una popolazione di 1.975 abitanti (censimento 2010).